# Baljåsen (Berg)
Baljåsen ist mit 301 m ö.h. der höchste Berg in der schwedischen historischen Provinz Dalsland. Er liegt in der Provinz Västra Götalands län, in der Gemeinde Åmål, zwischen der Streusiedlung Edsleskog und dem Tal Dalboredden, im Naturschutzgebiet Baljåsen.
Auf dem Baljåsen gibt es einen Rastplatz und einen Aussichtspunkt. Von Südosten her führt ein Weg auf den Gipfel. Die Erde auf dem Baljåsen ist zudem sehr kalkhaltig, weshalb auch Pflanzen wie das Christophskraut oder Waldmeister dort zahlreich vertreten sind.